# Cacoxylus echinatus
Cacoxylus echinatus es una especie de arácnido  del orden Pseudoscorpionida de la familia Chernetidae.

## Distribución geográfica
Se encuentra en las Islas Salomón y Nueva Guinea.